# Sagu å
Sauvonjoki är ett vattendrag i Finland.   Det ligger i landskapet Egentliga Finland, i den södra delen av landet, 130 km väster om huvudstaden Helsingfors.